# Gráfelli
De Gráfelli is de op een na hoogste berg op de Faeröer met een hoogte van 856 meter. De berg ligt in het noorden van het eiland Eysturoy, vlak aan het dorp Funningur. Vlak naast de Gráfelli ligt de hoogste berg van de Faeröer, de Slættaratindur. De berg is het best te beklimmen in het zomerseizoen (van mei tot oktober).